# كلية بريندافان
كلية بريندافان للهندسة هي كلية هندية تقع في مدينة بنجالور الهندية، وتمنح درجة البكالوريوس في الهندسة، وبها برنامج للدراسات العليا في تخصصات إدارة الأعمال وتطبيقات الحاسوب.

## المؤسس
أسس هذه الكلية الدكتور ماجد صبحة، وهو عربي من أصل فلسطيني.